# 咖啡王子1号店 (马来西亚电视剧)
《咖啡王子1号店》（马来语）是一部由法达·阿弥和詹娜·妮可主演，改编自2007年同名韩国电视剧的马来西亚爱情喜剧。此剧于2017年11月27日起每周一至周四晚上10时（UTC+8）在Astro Ria和Astro Ria HD上通过MegaDrama时段同时播出，接档《Red Velvet》。
此剧也是继泰国、菲律宾和中国之后第四个获得电视剧翻拍权的东盟国家。

## 演员阵容

### 领衔主演
- 法达·阿弥 饰演 Raikal[6]
- 詹娜·妮可（英语：Janna Nick） 饰演 Dani[7]

### 其他演员
- 黛安娜·丹尼尔 饰演 Mariam
- 法林·阿末 饰演 Amri
- 黛颜·翠莎 饰演 Ira
- Faez Azemi 饰演 Riduan
- 李嘉恩 饰演 Jia Wu
- Syafiq Ahmad 饰演 Hadi
- 再因·哈密 饰演 Syukri
- 莎莉法·莎希拉 饰演 Zahara
- 艾莉·苏里亚蒂 饰演 Puan Sri Kalsom
- 贾斯敏·哈密 饰演 Datin Khatijah
- 罗伊·阿兹曼 饰演 Datuk Abbas
- 伊乔伊·阿扎里 饰演 Pak Ramli

### 特别出演
- 莎莉法·莎基娜 饰演 Raikal女友
- Nur Sajat
- Eleena Sui
- 玛莎·米兰·朗多 饰演 Raikal女友
- 艾玛·曼邦 饰演 Raikal女友
- 拿督阿里夫·舒基里·卡玛扎曼 饰演 「My Coffee Prince」的顾客
- 昂海郑 饰演 医生
- 艾斯玛·丹尼尔 饰演 Kamal
- 哈菲兹·米卡伊
- 丽莎·哈尼姆
- 阿扎尔·阿兹米
- 阿扎尔·阿米尔